# بدرالدين بيلومو
بدرالدين بيلومو (من موليد 15 مارس 1984 في مارتيج) هو لاعب كرة قدم فرنسي جزائري يلعب حاليًا كمدافع لفريق مارينيان الأمريكية في الدوري الفرنسي الدرجة الرابعة. لقد لعب سابقًا في نادي مارتيغ ونادي سيدان ونادي كاسي كارنو. كما قضى فترة في الجزائر مع نادي أولمبي الشلف.

## روابط خارجية
- بدرالدين بيلومو على موقع قاعدة بيانات كرة القدم.إي يو (الإنجليزية)